# Stenellipsis mediofasciata
Stenellipsis mediofasciata är en skalbaggsart som beskrevs av Stefan von Breuning 1982. Stenellipsis mediofasciata ingår i släktet Stenellipsis och familjen långhorningar. Inga underarter finns listade i Catalogue of Life.